# Kamikaze Life
Kamikaze Life är en låt framförd av Maja Ivarsson i Melodifestivalen 2025. Låten, som deltog i den första deltävlingen, gick direkt vidare till final där den slutade näst sist på elfte plats.
Låten är skriven av Ivarsson, Joy Deb, Linnea Deb, Andreas "Giri" Lindbergh, Jimmy "Joker" Thörnfeldt.